# Walter Convents
Walter Convents (* 8. November 1948 in Bonn) ist ein ehemaliger deutscher Säbelfechter und ein ehemaliger Bundestrainer im Fechten (1978 bis 1985). Er wurde 1975 Deutscher Meister, war siebenfacher Deutscher Mannschaftsmeister (zwischen 1967 und 1977) mit dem OFC Bonn, zweifacher Deutscher Hochschulmeister (1976 und 1977) und war Teilnehmer an den Olympischen Spielen 1972. Zwischen 1969 und 1977 absolvierte er 192 Länderkämpfe, ab 1974 als Kapitän. Sein Fechtverein war der Olympische Fechtclub Bonn.

## Sportliche Erfolge
Convents nahm an den Olympischen Spielen 1972 in München im Säbeleinzel und mit der Säbelmannschaft teil. Während er im Einzel im Viertelfinale (Letzte 24) ausschied, belegte er mit der Mannschaft (Walter Convents, Volker Duschner, Knut Höhne, Dieter Wellmann und Paul Wischeidt) den geteilten siebten Platz bei 13 teilnehmenden Mannschaften. Convents trat außerdem bei den Weltmeisterschaften 1970 in Ankara/Türkei, 1971 in Wien/Österreich, 1974 in Grenoble/Frankreich und 1977 in Buenos Aires/Argentinien an, konnte jedoch weder im Einzel noch mit der Mannschaft eine Medaille gewinnen.
1972 erreichte er bei Weltcupturnier in Budapest/Ungarn beim „Coupa Hungaria“ das Finale und belegte dort den siebten Rang. Von 1972 bis 1976 war er Erster der deutschen Rangliste. 1975 wurde Convents deutscher Meister im Säbeleinzel, 1976 belegte er nochmals den dritten Platz. 1970, 1971 und 1972 gewann er in Folge den Grand Prix de Bruxelles sowie den Cole Cup in London.
Bei den Militärweltmeisterschaften gewann er 1971 in Stockholm/Schweden Im Einzel Bronze und mit der Mannschaft Silber, 1975 in Wien/Österreich im Einzel den fünften Platz und mit der Mannschaft die Silbermedaille.
Bei dem Championat d’Escrime du Professional, den Weltmeisterschaften der Fechttrainer, gewann er 1978 in Genf/Schweiz im Einzel die Gold- und mit der Mannschaft die Silbermedaille.

## Berufliche Tätigkeiten
Walter Convents ist gelernter Feinmechaniker, war als Mitglied der Sportfördergruppe von 1969 bis 1977 bei der Bundeswehr (Dienstgrad: Leutnant). 1976 und 1977 absolvierte er als erster Fechter die Trainerakademie Köln und leitete von 1978 bis 1985 als Bundestrainer das Bundesleistungszentrum Bonn. Dort trainierte er die Florettfechter Martin Baumgarten und Rainer Wirz (beide waren für die Olympischen Spiele 1980 in Moskau qualifiziert) sowie die Säbelfechter Frank Bleckmann, Gerold Boch, Jörg Kempenich, Matthias Möseler und Jörg Stratmann. Im Schulunterricht entdeckte und förderte er 1969 Jürgen Nolte und Carl-Fritz Fitting sowie 1979 Alexander Koch.
Nach seinem Ausscheiden beim Deutschen Fechter-Bund vermarktete er mit seiner Sponsoring-Agentur in Bonn ab 1985 Spitzenvereine im Basketball, Handball, Eishockey und Fußball sowie Welt- und Europameisterschaften im Profitanzsport. Mit seinem Team entwickelte er Sportsponsoring-Konzepte u. a. für die DEKRA (Ärmelwerbung bei den Schiedsrichtern des Deutschen Fußball-Bundes), für Goldstar Deutschland/heute LG (im Fußball und Eishockey bei den Kölner Haien), für die Henkell Sektkellereinen (Henkell Trocken als Sieger-Sekt im Motorsport und Wodka Gorbatschow im Fußball), für Hyundai Deutschland (Trikotwerbung beim Hamburger SV) und für die Krombacher Brauerei (Bullykreis-Werbung im Eishockey).
Seit 2017 gibt er seine Erfahrungen als Lehrbeauftragter der Hochschule Fresenius in Köln und Wiesbaden an Studenten im Studiengang Sportmanagement weiter. Weiterhin berät seit 2020 die Geschäftsführung der Fußball-App FanQ.